# Antonio Pacinotti
Pour les articles homonymes, voir Pacinotti et Antonio Pacinotti.
Antonio Pacinotti (né le 7 juin 1841 à Pise et mort le 22 mai 1912 dans cette même ville) est un physicien et un universitaire italien.

## Biographie
Antonio Pacinotti obtient sa maîtrise à l'université de Pise en 1861. Il est l'assistant de l'astronome Giovanni Battista Donati. Professeur à l'Institut technique de Bologne en 1864, il devient professeur de physique à l'université de Cagliari en 1873. Il revient à Pise en 1881 pour succéder à son père à la chaire de physique et technologie de l'université. Il dirige ses études vers l'électrologie et se consacre aux mesures des courants électriques et des générateurs dynamiques d'électricité.

## Travaux

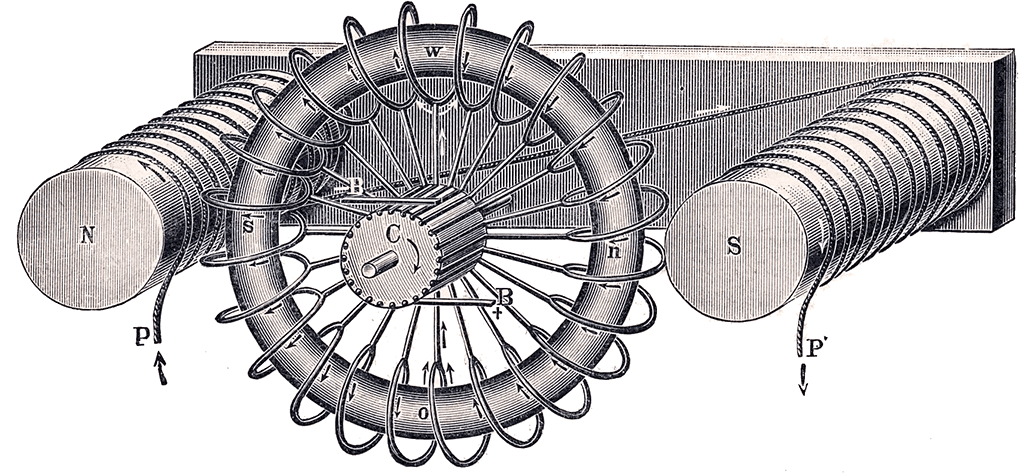
Anneau de Pacinotti-Gramme

Il construit dès 1859 un prototype de machine à courant continu à induit en anneau et collecteur radial dont le fonctionnement s'est très amélioré et qui est connu sous le nom d’« Anneau de Pacinotti ».
En 1859, ses recherches sont interrompues par la guerre à laquelle il prit part comme sergent de la 2e compagnie de la division toscane du Génie militaire.
En 1865 il publie, dans le no 19 de la revue Nuovo Cimento, une communication sur cet anneau tournant dans un champ magnétique, qui préfigure l'induit des machines électriques et dont il envisage l'utilisation aussi bien en génératrice qu'en moteur.
Zénobe Gramme y apporte un certain nombre d'améliorations et réussit à construire un modèle capable de fournir un courant continu d'une puissance relativement importante pour un usage dans les laboratoires.
La paternité de l'invention ne sera reconnue à Pacinotti que 50 ans après sa découverte, soit en 1911, à Paris où il est accueilli et décoré par ses pairs.

## À noter
- En juillet 1862, Pacinotti est l'un des nombreux découvreurs indépendants de la comète 109P/Swift-Tuttle.
- Il fut président honoraire de l'Association électrotechnique italienne.
- Il est nommé sénateur du royaume d'Italie en 1905.